# つくみず
つくみずは、日本の漫画家。代表作に『少女終末旅行』がある。

## 経歴・人物
愛知教育大学卒業。大学2年生の頃にマンガを描き始め、大学の終わりごろに友人が作ったマンガサークルに誘われた。サークルで描いた作品をネットにアップしたところ、2014年に新潮社の担当者の目に留まり、『少女終末旅行』で商業デビュー。オリジナル作品としては『少女終末旅行』が処女作である。同作は2017年にテレビアニメ化し、アニメーションに興味を持っていたつくみず本人の希望で、鉛筆の線のエンディングアニメーションを全て単独で担当した。原作の絵柄で400枚を超える原画を1ヶ月強で作画し、テレビアニメ少女終末旅行で監督を務めた尾崎隆晴はつくみずとの対談で「アニメーターの仕事とはちょっと違う、1本のアニメーションとして面白いものに仕上がっている」と評している。
小学生の頃から多読家であり、高校生まで小説をよく読んでいた。村上春樹の『ノルウェイの森』『ダンス・ダンス・ダンス』、江國香織の『きらきらひかる』は何回も読み返し、『少女終末旅行』の暗喩的なメッセージ性はその影響を受けている。
高校時代にアニメに熱中し、高校3年生の頃に萌えイラストを描き始めた。マンガを描き始めたのはその延長だという。大学では美術教師になるために絵を勉強し、漠然と絵の仕事をしたいと考えていたが、マンガを描いたのは気まぐれだった。大学時代には戦争映画を愛好し、『少女終末旅行』に第二次世界大戦期にドイツで開発された半装軌車であるケッテンクラートが登場するのも、『プライベート・ライアン』を観たのがきっかけだという。

## 作風
シュールでときに詩的な作風と、フィーリングを重視した極端にデフォルメされたキャラクターデザインが特徴。
タッチが一番出るのは鉛筆だとしているが、ペンでの作画でも小刻みに震えているような線の表現はジブリなどの原画を担当しているアニメーター・大平晋也の影響だという。ストロークで線を引くと意識が途絶えるように思え、始点から終点までいかに均一な線で表現するかで正確な立体描写が生まれるとITmediaの取材で語っている。
アニメーションの表現に影響を受け、マンガを描く際は映像を意識しながらカメラポジションにこだわって作画している。また、ネーム・下描き・ペン入れがそれぞれ別物だと作業のテンションが変わってしまうため、ネームの段階からなるべく完成形のイメージに近づけている。
ネームから白黒の配分を考え、白黒/明暗のバランスを考えて作画しており、これらは大学時代の絵画の先生の教えだという。

## 受賞歴
- 2019年 - 第50回星雲賞コミック部門（『少女終末旅行』）[7]

## 作品一覧

### 同人作品
- 『死にたいフラン』妹幻想自治区 2013年8月12日頒布
- 『文学とはROCKである。 vol.3』密林社 2013年11月4日発売
- 『文明の夜に焼く秋刀魚と電磁波測定器について』月水技研 2014年2月2日発売
- 『アロワナ』月水技研 2014年12月23日発売
- 『つくみずらくがき画集』2018年2月11日発売

### 商業作品
- 『少女終末旅行』（全6巻）新潮社
- 『シメジ シミュレーション』（全5巻）KADOKAWA

#### アンソロジー参加
- 『がっこうぐらし!アンソロジーコミック壊』芳文社 2015年9月12日発売 ISBN 978-4-8322-4616-4
- 『少女終末旅行 公式アンソロジーコミック』 KADOKAWA 2017年10月13日発売 ISBN 978-4-04-069520-4
- 『少女終末旅行 公式アンソロジーコミック 2』  KADOKAWA 2020年2月28日発売 ISBN 978-4-04-064361-8

#### 連載
- 『シメジ シミュレーション』KADOKAWA（コミックキューン）2019年3月号[8][9] -2024年1月号[10]

### 装画
- 詠坂雄二 『人ノ町』新潮文庫nex デザイン:川谷康久 2019年7月26日発売 （書き下ろし新章追加による文庫化[11]）ISBN 978-4-10-180161-2
- 大谷崇『生まれてきたことが苦しいあなたに 最強のペシミスト・シオランの思想』星海社新書 2019年12月27日発売 ISBN 978-4-06-515162-4
- 岩倉文也『終わりつづけるぼくらのための』星海社FICTIONS 2021年2月17日発売 ISBN 978-4-06-521660-6
- ジョージ・オーウェル『一九八四』星海社 2024年9月26日発売 ISBN 978-4-06-537091-9
- グレッグ・イーガン (山岸真 訳)『万物理論』東京創元社 2024年11月〜2025年12月までの期間限定カバー ISBN 978-4-488-71102-3

### その他
- きんいろモザイクThank you!!（応援コメント）[12]

## イベント

### 本人の参加
- 第九回博麗神社例大祭 2012年5月27日 「B54b」[13]
- コミックマーケット83 2012年12月30日 「セ-34b」[14]
- 第十回博麗神社例大祭 2013年5月26日 「お20b」[15]
- コミティア107 2014年2月2日 「つ06a」[16]
- コミティア110 2014年11月23日 「な54a」[17]
- コミティア123 2018年2月11日 「の55a」[18]
- トークショー『チトとユーリの旅行記』2018年3月11日 阿佐ヶ谷ロフトA[19]

### その他
- つくみず展 2020年2月28日-3月22日 渋谷マルイ